# Chrysis sucincta
Espèce
Chrysis sucincta ou Chrysis succincta est une espèce d'insectes hyménoptères de la famille des Chrysididae.